# Oprašivanje
Polinacija je proces kojim se polen prenosi kod biljaka, čime se omogućava osemenjivanje i seksualna reprodukcija. Zrna polena sadrže muške gamete (spermu). Ženski gameti se nalaze unutar tučka.
Polenova zrna na žigu tučka počinju da se izdužuju na dole, stvarajući polenovu cev. Cev se kreče ka podniku tučka u kojem je udobno smešten zametak budućeg semena. Spajanje muške spermatocidne i ženske jajne polne ćelije naziva se oplođenje. Iz oplođene jajne ćelije-zigota, razvija se klica - začetak buduće biljke. Plodnik tučka nastavlja da raste, stvarajući plod, a većina ostalih cvetnih delova polako se suši i opada.
Oprašivači mogu biti insekti, čovek ili vetar.

## Načini oprašivanja
Razlikujemo dva načina oprašivanja:
1. samooprašivanje
2. unakrsno oprašivanje

Samooprašivanje je padanje polena sa prašnika na tučak. To je retka pojava u prirodi zato što prašnici i tučak ne sazrevaju u isto vreme.
Unakrsno oprašivanje je oprašivanje uz pomoć čoveka. Tako je čovek ukrštao biljke i dobio različite vrste biljaka.
Poznato je da prilikom oprašivanja poljoprivrednih kultura od svih insekata "oprašivača", koji se međusobno nadopunjuju u oprašivanju, veliku ulogu imaju pčele kako medonosne tako i pčele samice. One sa ostalim insektima oprašuju i do 80% svih kultura, dok se ostalih 20% oprašuje pomoću vetra ili samooprašivanjem. U bogatijim državama i naprednoj poljoprivredi vlasnici parcela i poljoprivrednih kultura sklapaju posebne ugovore sa pčelarima u svrhu osiguranja dovoljno broja oprašivača.

## Tipovi oprašivanja
- hidrofilija - prenošenje polena vodom
- anemofilija - prenošenje polena vetrom
- zoidofilija - prenošenje polena životinjama

## Samooprašivanje
Pojedine biljke su u svojoj evoluciji razvile sposobnost samooprašivanja. Podudarnost u položaju antera i njuški tučka istog cveta koja omogućuje samooprašivanje i samooplodnju. Kod samooprašivanja polen iz cveta prelazi na stigmu tučka istog cveta. Samooplodne biljke koje se oprašuju pomoću vetra nazivamo anemofilne biljke. One su evolucijom razvile takvu mogućnost oprašivanja, pa imaju sitnu (30-35 µm) i vrlo lagani polen tako da ga vetar raznosi i do nekoliko kilometara uokolo. Pojedine vrste su razvile i dodatne oblike poput nekih vrsti bora i imaju dodatne "mehuriće za let". Anemofilne biljke zbog svog vrlo nesigurnog načina razmnožavanja moraju proizvoditi veće količine polena od entomofilnih biljaka.

## Oprašivanje insektima
Biljke koje se oprašuju uz pomoć insekata nazivamo entomofilne biljke. Te biljke ređe izazivaju alergije kod ljudi, jer je polen tih biljaka vlažan, samim tim i teži, pa se zbog te činjenice teže prenosi vazduhom. Najpoznatije oprašivanje insektima, koje ukupno iznosi 80% površina je oprašivanje biljaka pomoću pčela. Takvo oprašivanje naziva se entomofilija. Pčela je nezaobilazan insekt oprašivač prije svega, zbog svoje brojnosti. Naime, u jednoj zajednici živi i radi i do 80.000 pčela, što zavisi od vrste košnice u kojoj žive. Prednost medonosnih pčela nad ostalim oprašivačima je sama činjenica, da je čovek naučio kako se ophoditi s njima.

### Oprašivanje u staklenicima
Samooprašivanje u zatvorenom prostoru, odnosno u staklenicima gotovo da nije ni moguće, dok pčele ovakav prostor brzo prihvate kao svoju teritoriju, pa zbog toga nisu prihvatljive. U staklenicima su se kao oprašivači vrlo učinkovitima pokazali pčelinji veći i dalji rođaci bumbari. Oni se u Holandiji koriste od 1988. Od tadašnje skromne početne primene na 3% površina useva rajčica, do 1991. na 95% površina, a već 1992. koriste se na 100% površina useva rajčica kod kojih su pokazali izuzetno dobre rezultate. Godine 2004. beleži se podatak o korištenju čak milion kolonija bumbara u oprašivanju stakleničkih nasada, a predviđalo se da će do 2007. godine staklenike oprašivati preko 1.500.000 bumbarskih kolonija.

## Dresura pčela
U pčelarstvu se primjenjuje "dresura" pčela, da bi "naterali" pčelu, da posećuje određeno bilje koje namenski želimo oprašiti, kako ona ne bi obilazila ostalo bilje. Pčele se hrane sirupom određene biljke netom pre cvatnje i na taj ih se način usmerava, da posećuju baš onu kulturu koju želimo oprašiti. To se pokazalo kao idealno rešenje upravo za ono bilje, koje pčele iz određenog razloga zaobilaze.

## Ekonomija komercijalnog oprašivanja pčelama
Iako postoji 200.000 - 350.000 različitih vrsta životinja koje pomažu oprašivanje, pčele su odgovorne za većinu oprašivanja konzumiranih useva, obezbeđujući između 235 i 577 milijardi dolara koristi za globalnu proizvodnju hrane. Od ranih 1900-ih, pčelari u Sjedinjenim Državama počeli su da iznajmljuju svoje kolonije farmerima kako bi povećali prinose poljoprivrednika, zarađujući dodatni prihod od privatizovanog oprašivanja. Od 2016. godine, 41% prihoda prosečnog američkog pčelara dolazi od pružanja takve usluge oprašivanja poljoprivrednicima, što to čini najvećim delom njihovog prihoda, dok ostatak dolazi od prodaje meda, pčelinjeg voska, državnih subvencija itd. Ovo je primer kako je pozitivna eksternalija, oprašivanje useva pčelarstvom i pravljenje meda, uspešno uzeti u obzir i inkorporirani u celokupno tržište poljoprivrede. Pored pomoći u proizvodnji hrane, usluge oprašivanja pružaju korisne sporedne efekte, jer pčele oprašuju ne samo useve, već i druge biljke u okolini lokacije na kojoj su puštene da oprašuju, povećavajući biodiverzitet za lokalni ekosistem. Postoji još šire prelivanje, jer biodiverzitet povećava otpor ekosistema za divlje životinje i useve. Zbog njihove uloge oprašivanja u proizvodnji useva, komercijalne pčele se smatraju marvom od strane američkog Ministarstva poljoprivrede. Uticaj oprašivanja varira u zavisnosti od useva. Na primer, proizvodnja badema u Sjedinjenim Državama, industrija vredna 11 milijardi dolara sa sedištem skoro isključivo u državi Kalifornija, u velikoj meri zavisi od uvezenih pčela za oprašivanje badema. Industrija badema koristi do 82% usluga na tržištu oprašivanja. Svakog februara, oko 60% svih pčelinjih zajednica u SAD se preseli u Centralnu dolinu Kalifornije.
Tokom protekle decenije, pčelari širom SAD su izvestili da je stopa mortaliteta njihovih pčelinjih zajednica ostala konstantna na oko 30% svake godine, što smrt čini očekivanim troškom poslovanja za pčelare. Iako je tačan uzrok ovog fenomena nepoznat, prema Izveštaju o napretku poremećaja kolapsa kolonija američkog Ministarstva poljoprivrede, može se pratiti faktorima kao što su zagađenje, pesticidi i patogeni iz dokaza pronađenih u oblastima pogođenih kolonija i samim kolonijama. Zagađenje i pesticidi su štetni po zdravlje pčela i njihovih zajednica, jer je sposobnost pčela da oprašuju i da se vrate u svoje kolonije u velikoj meri ugrožena. Štaviše, Svetska zdravstvena organizacija je odredila Centralnu dolinu Kalifornije kao lokaciju najvećeg zagađenja vazduha u zemlji. Pčele koje oprašuju bademe, otprilike 60% pčela u SAD kao što je gore pomenuto, biće pomešane sa pčelama iz hiljada drugih košnica koje obezbeđuju različiti pčelari, čineći ih eksponencijalno podložnim bolestima i grinjama koje bi bilo koja od njih mogla da nosi. Smrti se ne zaustavljaju na komercijalnim pčelama, jer postoje dokazi o značajnom prelivanju patogena na druge oprašivače, uključujući divlje bumbare, inficirajući do 35-100% divljih pčela u krugu od 2 km od komercijalnog oprašivanja. Negativna spoljašnjost privatnih usluga oprašivanja je opadanje biodiverziteta usled uginuća komercijalnih i divljih pčela.
Uprkos tome što svake godine gube oko trećine radne snage, pčelari nastavljaju da iznajmljuju svoje pčele farmama badema zbog visoke naplate u industriji badema. U 2016. godini, kolonija iznajmljena za oprašivanje badema dala je pčelarima prihod od 165 dolara po iznajmljenoj koloniji, što je oko tri puta više u odnosu na prosek ostalih useva koji koriste uslugu iznajmljivanja oprašivanja. Međutim, nedavna studija objavljena u časopisu Oxford Academic's Journal of Economic Entomology otkrila je da kada se uzmu u obzir troškovi održavanja pčela posebno za oprašivanje badema, uključujući prezimljavanje, upravljanje tokom leta i zamenu pčela koje umiru, oprašivanje badema jedva da je ili nije isplativo za prosečne pčelare.

## Foto galerija
- Insekt oprašuje cvet
- Bumbar pun polena
- Oprašivanje biljke pomoću pčele
- Bumbar u oprašivanju
- Kolibri u oprašivanju

## Literatura
- Crepet WL, Friis EM, Nixon KC (1991). „Fossil evidence for the evolution of biotic pollination [and discussion].”. Philosophical Transactions: Biological Sciences. 333 (1267): 187—195. doi:10.1098/rstb.1991.0067.
- Dafni A, Kevan PG, Husband BC (2005). Practical Pollination Biology. Enviroquest, Ltd. ISBN 978-0-9680123-0-7.
- Labandeira CC, Kvacek J, Mostovski MB (2007). „Pollination drops, pollen and insect pollination of Mesozoic gymnosperms.”. Taxon. 56 (3): 663—695. JSTOR 25065852. doi:10.2307/25065852.
- Sihag RC (1997). Pollination Biology: Basic and Applied Principles. Hisar: Rajendra Scientific Publishers. стр. 210.
- Walker, Timothy (6. 10. 2020). Pollination: The Enduring Relationship Between Plant and Pollinator. Princeton University Press. стр. 1—224. ISBN 9780691203751.

## Spoljašnje veze
- Informacije o polinaciji i baštovanstvu Архивирано на веб-сајту  (14. децембар 2009)
- Dominacija insektima
- Oprašivanje
- Polinacija u hidroponici
- Oprašivanje skrivenosemenica
- Uzgoj i prodaja bumbara Kebet Архивирано на веб-сајту  (31. децембар 2013)
- Pčelarstvo online